# Love & Hate (Hyolyn)
Love & Hate è il primo album discografico della cantante sudcoreana Hyolyn, pubblicato nel 2013 dall'etichetta discografica Starship Entertainment insieme a LOEN Entertainment.

## Il disco
Il 3 ottobre 2013, la Starship Entertainment annunciò la preparazione di un album da solista per Hyolyn, pubblicato entro la fine dell'anno. Il 19 novembre furono diffuse delle foto di Hyolyn nelle strade di Londra. Assieme alle foto la Starship rivelò che Hyolyn ha lavorato per oltre un anno su questo album. Dichiarò, inoltre, di essere fiduciosa nell'artista e che "tutte le canzoni incluse possono essere considerate la title track". Il giorno dopo, il 20 novembre, fu diffuso il teaser di una delle due title track, "Lonely", e furono rivelate le altre tracce contenute nell'album con i loro compositori e collaboratori. Il 21 novembre fu diffuso il teaser di "One Way Love". I video musicali delle title track furono pubblicati il 25 e 26 novembre; al video di "One Way Love" partecipò anche l'attore Yoo Yeon-seok. L'album fu pubblicato il 26 novembre 2013. Sia "Lonely" che "One Way Love" raggiunsero la vetta di classifiche musicali in tempo reale come Melon, Mnet, Olleh Music, Bugs, Soribada, Monkey3, Naver Music, Cyworld Music, GENIE e Daum Music. Il brano "One Way Love" fu utilizzato come traccia promozionale nelle sue performance nei programmi M! Countdown, Music Bank, Show! Music Core e Inkigayo.

## Tracce
1. Lonely – 3:21 (musica: Kim Do Hoon)
2. One Way Love (너 밖에 몰라) – 3:18 (testo: Brave Brothers – musica: Brave Brothers, Elephant Kingdom)
3. Don't Love Me (사랑 하지 마) – 3:39 (Duble Sidekick, SEION)
4. Stalker (스토커) (feat. Mad Clown) – 4:01 (testo: Mad Clown – musica: Kim Do Hoon)
5. Massage (마사지) (feat. Dok2) – 3:14 (Ye-Yo)
6. Closer – 3:59 (musica: Megatone)
7. Red Lipstick (립스틱 짙게 바르고) (feat. Zico dei Block B) – 3:17 (Duble Sidekick)
8. Falling – 3:36 (Duble Sidekick)
9. O.M.G (feat. Lil Boi dei Geeks) – 3:13 (testo: Crush, Lil Boi – musica: Primary, Crush)
10. Tonight (오늘 밤) – 3:38 (testo: Kim Do Hoon)